# ADN circulaire
Ne doit pas être confondu avec ARN circulaire.
L'ADN circulaire est une molécule d'acide désoxyribonucléique fermée.
Dans le cas d'ADN circulaire double-brin, on distingue les molécules ouvertes, dites relâchées (ou déroulées : un brin est coupé), et les molécules fermées (sans extrémités libres) qui souvent sont superenroulées.
L’expression peut faire référence à :
- l'ADN mitochondrial et l'ADN chloroplastique, chez certains eucaryotes,
- l'ADN de bactéries et les archées, chez les procaryotes,
- aux plasmides, dont ceux utilisés également en biologie moléculaire, aux épisomes ainsi qu'au chromosome artificiel bactérien et au chromosome artificiel de levure,
- L'ADN du papillomavirus humain ou du circovirus par exemple…

L'ADN circulaire peut être différencié par électrophorèse en gel d'agarose.
La présence d'un ADN circulaire dans un organite est un argument en faveur de la théorie de l'origine endosymbiotique de ces organites.

## Aspect géométrique

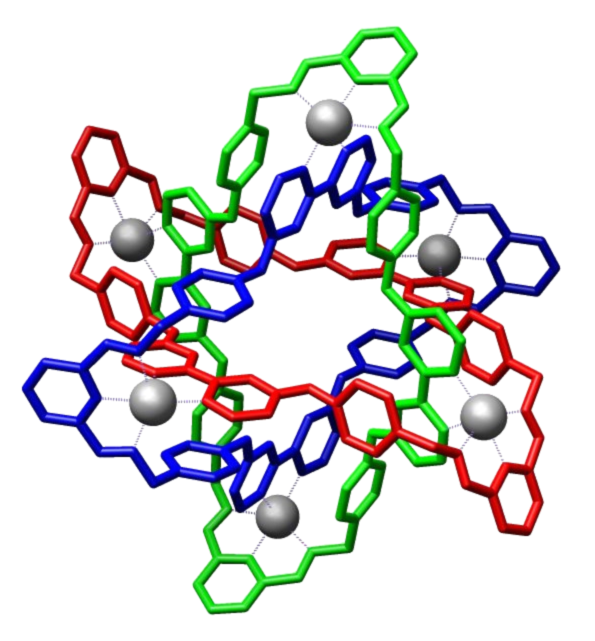
Nœud borroméen moléculaire.

L'ADN circulaire est souvent décrit comme un ruban de Möbius avec un certain nombre de superenroulements de la molécule.
En 1997 Chengde Mao et son laboratoire de l'université de New York réussissent à construire un nœud borroméen avec de l'ADN circulaire.

## Dans la culture
Armisael Le seizième, Ange de la Matrice (Utérus) dans l'anime Evangelion a la forme d'un anneau d'ADN géant et est capable de prendre possession des corps et des esprits. 